# 福田信義
福田 信義（ふくだ のぶよし）は、日本の俳優、元子役。
現在は芸能界を引退して、一般企業に就職している。

## 出演作品

### テレビ
- がんばれ!!ロボコン（1974年 - 1976年、大山まこと）
- 特別機動捜査隊（1976年、760話、正夫/1977年、801話、つとむ）
- 遠山の金さん （1976年、第1シリーズ59話、喜太郎/1979年、第2シリーズ15話、寅吉）
- 超神ビビューン（1976年、9話、マサオの友達）
- ザ・カゲスター（1976年、26話、朝田浩一）
- 忍者キャプター（1976年、22話、真田警官の甥っ子）注：役名なし
- 5年3組魔法組（1976年 - 1977年、小原ユタカ）
- スパイダーマン（1978年 東映、15話、大森順一）
- バトルフィーバーJ（1979年、11話、怒りん坊）
- スカイライダー（1980年、25話、ボンゴ人間態・声）
- それゆけ! レッドビッキーズ（1980年 - 1982年、小沢良〈トロケン〉）
- 宇宙刑事シャリバン（1983年、12話、小村教授の息子）
- 巨獣特捜ジャスピオン（1985年、19話）

### 映画
- ロボコンの大冒険（1976年、大山まこと）